# Leine (rivier)
De Leine is een 281 km lange zijrivier van de Aller in Noord-Duitsland. De rivier stroomt door de deelstaten Thüringen en Nedersaksen en passeert daarbij de steden Göttingen, Einbeck, Alfeld en Hannover.
De bron van de Leine bevindt zich bij Leinefelde in het Eichsfeld, waarvandaan de rivier in westelijke richting stroomt. Eenmaal in Nedersaksen buigt de Leine af naar het noorden. De Leine verzorgt via zijrivieren als de 100 km lange Innerste een belangrijk deel van de afwatering van de Harz, het gebergte dat zich oostelijk van het Leinedal bevindt. Rechts, maar vooral links van de Leine liggen de heuvel- en bergruggen, die samen het Leinebergland vormen.
De laatste 100 km van de Leine zijn bevaarbaar; omdat de rivier door veel natuurgebieden stroomt, en sluizen in de rivier in sommige gevallen niet meer in bedrijf zijn, mogen motorschepen er niet meer doorheen varen. Wel is er op de rivier nog pleziervaart. De rivier mondt ten noorden van Schwarmstedt uit in de Aller en behoort daarmee tot het stroomgebied van de Wezer. De Leine legt overigens een langer traject af dan de rivier waarin ze uitmondt: de totale lengte van de Aller is 263 km.
De in dit artikel aangegeven coördinaten (lengte- en breedtegraden) zijn die van de monding.
- Gemeinsame Normdatei: 4035192-0
- Virtual International Authority File: 248959794